# Convenzione del 1800
La convenzione del 1800, 8 Stat. 178, nota anche come trattato di Mortefontaine, è un trattato che fu stipulato tra gli Stati Uniti d'America e la Francia per risolvere le ostilità che erano scoppiate durante la quasi-guerra.

## Storia
La quasi-guerra, combattuta principalmente nei Caraibi, prese le mosse dopo che alla delegazione americana inviata in Francia nel 1797, fu comunicato che gli Stati Uniti avrebbero dovuto pagare la somma di 250000 $ solo per incontrarsi, prima ancora di negoziare, con il Ministro degli esteri della Repubblica francese Charles-Maurice de Talleyrand-Périgord. Oggetto della missione diplomatica era la questione del sequestro, da parte delle navi della Marina francese, delle navi mercantili americane come ritorsione alla stipula del trattato di Jay tra la giovane nazione americana e la Gran Bretagna. Questo incidente, conosciuto come affare XYZ, scatenò uno scandalo politico negli Stati Uniti, facendo infuriare sia gli hamiltoniani (Federalisti) che i jeffersoniani. Le navi da guerra francesi intensificarono i sequestri di navi mercantili americane nei Caraibi, mentre corsari e navi militari statunitensi reagirono contro la spedizione francese.
Nel 1800 entrambe le parti manifestarono l'intenzione di considerare sepolto l'incidente e di cessare le ostilità nei Caraibi, in modo da risolvere nel migliore dei modi la fine dell'alleanza franco-americana che era nata durante la guerra d'indipendenza americana. I francesi, in quel momento in guerra con la Gran Bretagna, desideravano ancora evitare che degli Stati Uniti neutrali commerciassero con entrambi contendenti; d'altro canto degli Stati Uniti alleati della Francia, in armi contro gli inglesi, sarebbero stati rapidamente schiacciati dalla marina britannica, vanificandone l'apporto. La neutralità degli Stati Uniti avrebbe quantomeno garantito la fornitura ai francesi del grano di cui avevano disperato bisogno. Per le stesse ragioni, gli Stati Uniti desideravano rimanere neutrali. Dal momento che entrambe le parti avevano lo stesso obiettivo in mente, la convenzione del 1800 sancì la cessazione pacifica dell'alleanza tra i due paesi (questa non prevedeva una "data di scadenza" per come era stata stipulata, così attenderne un naturale scioglimento era diplomaticamente impossibile). Il presidente degli Stati Uniti John Adams inviò quindi in Francia una commissione composta da William Vans Murray, Oliver Ellsworth, e William Richardson Davie per negoziare l'accordo.
La convenzione del 1800 scioglieva l'unico trattato formale di alleanza mai firmato dagli Stati Uniti; sarebbe passato quasi un secolo e mezzo prima che gli Stati Uniti entrassero in un'altra alleanza formale. Questa politica fu fortemente influenzata dal famoso George Washington's Farewell Address, il discorso di addio del primo presidente degli Stati Uniti rivolto quattro anni prima al popolo americano. In questa lettera, di concerto con il nuovo presidente John Adams, si inaugurava un orientamento fortemente isolazionista degli Stati Uniti in politica estera, in particolare per quanto riguardava i rapporti con le potenze coloniali europee.

## I principali articoli della convenzione
La Convenzione del 1800 stabiliva, tra l'altro:
1. che "ci sarà una salda e inviolabile pace universale, e una vera e sincera amicizia tra la Repubblica francese, e gli Stati Uniti d'America" (articolo I).
2. che tutti i precedenti accordi tra i due paesi in materia di alleanza e di scambi reciproci non sarebbero più stati in vigore (articolo II).
3. che ciascuno dovesse di restituire le navi governative catturate in guerra (articolo III).
4. il libero passaggio per tutte le merci (ad eccezione di attrezzature destinate ai nemici dichiarati) e i passaporti (diversi articoli).
5. che ciascuna delle due nazioni concedeva all'altra il riconoscimento di nazione più favorita" nelle pratiche e negli gli scambi commerciali (articoli VI, X e XI).
6. che nel caso di future guerre tra i due paesi, i commercianti e i cittadini avrebbero goduto di sei mesi di tempo prima di essere espulsi, in modo da disporre del loro patrimonio in un altro paese. Le attività degli individui non sarebbero state congelate in caso di futuri conflitti (articoli VIII e IX).
7. che i corsari avrebbero dovuto prevedere adeguate garanzie per coprire eventuali danni inflitti in maniera illegale in futuro (in termini moderni, potremmo dire che avrebbe dovuto stipulare un'assicurazione) (articolo XXIII).
8. che i diritti di pesca francesi al largo di Terranova e del Golfo di San Lorenzo sarebbero dovuti essere garantiti (articolo XXVII).

Il trattato fu firmato ufficialmente il 30 settembre 1800 e proclamato, dopo essere stato ratificato da entrambi i paesi, il 21 dicembre 1801.